# Шицзяхе

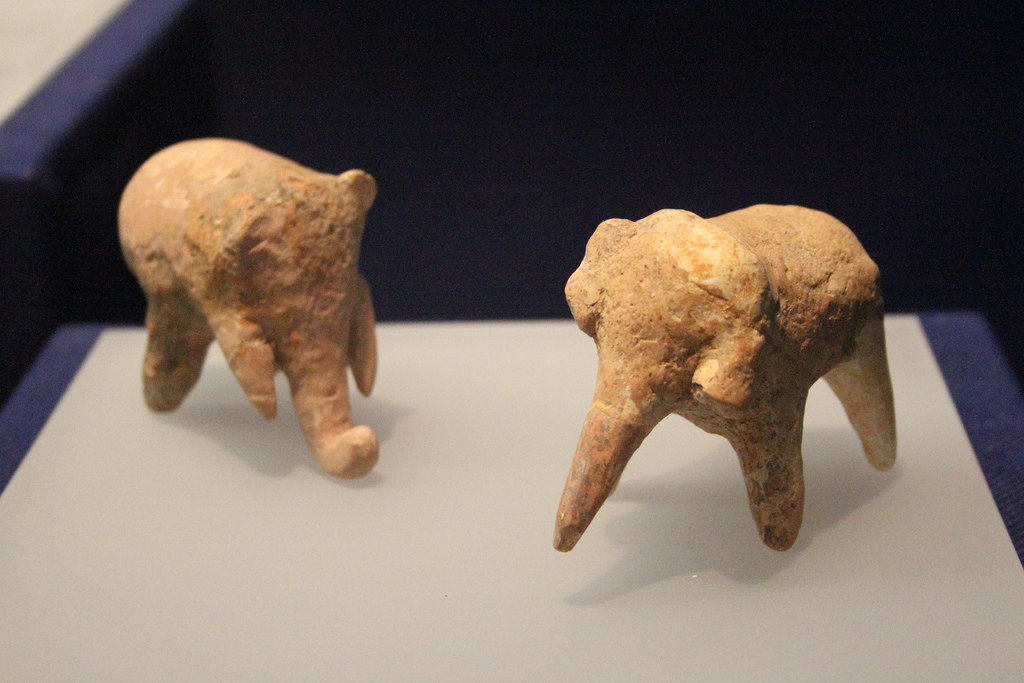
Керамічні фігурки слонів

Шіцзяхе (кит.: 石家河; кор. 문화; англ. Shijiahe culture) — культура пізнього китайського неоліту - хаколіту (IV-III тис. до н.е.) з берегів середньої течії Янцзи (Хубей).
Сформувалася на основі культури Цюйцзялін. Представлена великим поселенням на 15 000 осіб (300 акрів), оточений по периметру стіною та ровом. Основу сільського господарства становило рисівництво та вирощування проса. Існують сліди мідного лиття. Високого рівня досягла обробка нефриту. Вчені припускають наявність фатального для Шіцзяхе конфлікту з північною культурою Луншань. За іншою версією, причиною кризи стала посуха.